# پینایت
پینایت یک ماده معدنی بورات بسیار نادر است. برای اولین بار در میانمار و توسط کانی‌شناس و جواهر فروش به نام آرتور سی دی پین یافت شد، در دهه ۱۹۵۰ به عنوان سنگ جواهر جدید کشف شد. هنگامی که به عنوان یک ماده معدنی جدید تأیید شد، این سنگ معدنی به اسم وی نامگذاری شد.
آرایش شیمیایی پینایت شامل کلسیم، زیرکونیم، بور، آلومینیوم و اکسیژن (CaZrAl 9 O 15 (BO 3)) است. این سنگ معدنی همچنین حاوی مقادیر کمی از کروم و وانادیوم است که باعث ایجاد رنگ نارنجی مایل به قرمز تا قهوهای مایل به قرمز پینایت (Painite) است. شبیه به تپاز. کریستال‌ها به‌طور طبیعی شش ضلعی هستند و تا اواخر سال ۲۰۰۴ تنها دو عدد از آن به صورت سنگ‌های قیمتی برش خورده‌اند.

## کشف و وقوع
در اکتشاف گسترده در منطقه Mogok چندین منطقه جدید پینایت (Painite) شناسایی شد که به شدت مورد اکتشاف قرار گرفت و در نتیجه چندین هزار نمونه جدید پینایت (Painite) در دسترس قرار گرفت. 

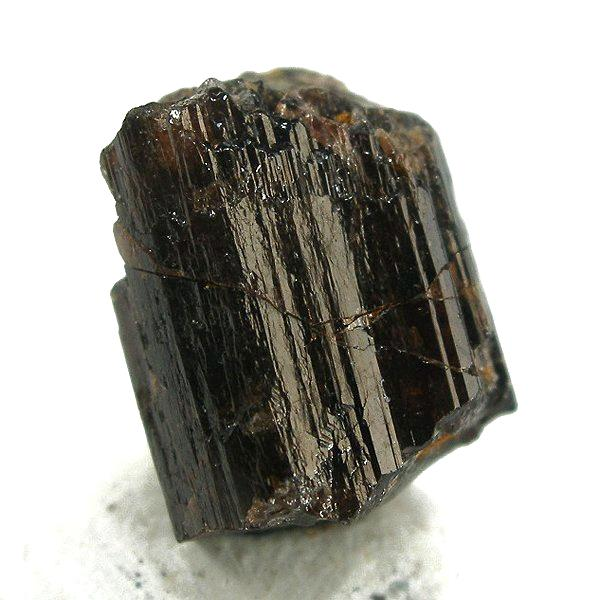
کریستال رینیت سفید (ابعاد: ۰٫۹ × ۰٫۸ × ۰٫۷ سانتی متر)
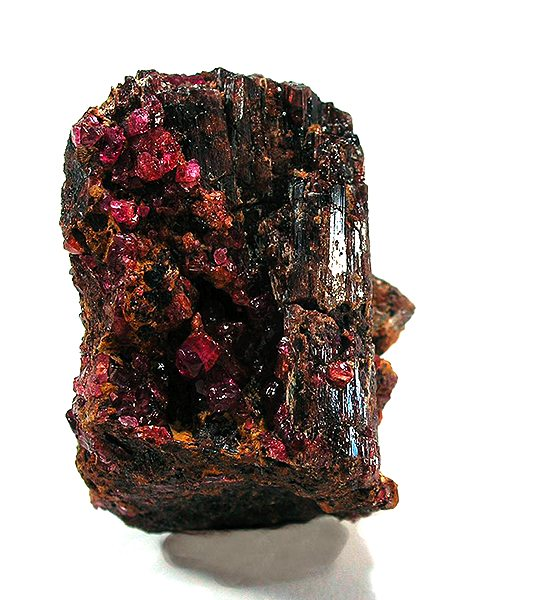
Corundum var. Ruby در یک کریستال بزرگ دردیت، Mogok ، برمه. (اندازه: ۳٫۷ × ۳٫۱ × ۲٫۳ سانتی متر)

1. ↑  T Armbruster; N Dobelin; A Peretti; D Gunther; E Reusser; B Grobety (2004). "The crystal structure of painite CaZrB(Al9O18) revisited" (PDF). American Mineralogist. 89: 610–613. Archived from the original (PDF) on 4 March 2016. Retrieved 8 May 2019.
2. 1 2 3  Anthony, John W.; Bideaux, Richard A.; Bladh, Kenneth W.; Nichols, Monte C., eds. (2003). "Paynite". Handbook of Mineralogy (PDF). Vol. V (Borates, Carbonates, Sulfates). Chantilly, VA, US: Mineralogical Society of America. ISBN 0-9622097-4-0. Retrieved December 5, 2011.
3. 1 2 3  Claringbull GF, Hey MH, Payne CJ (1957). "Painite, a New Mineral from Mogok, Burma". Mineralogical Magazine. 31 (236): 420–5. doi:10.1180/minmag.1957.031.236.11.
4. ↑  Painite. Webmineral. Retrieved on 2012-05-28.
5. ↑  Painite. Mindat.org. Retrieved on 2012-05-28.
6. 1 2  Painite history at Caltech. Minerals.gps.caltech.edu. Retrieved on 2012-05-28.
7. ↑  Ten gemstones that are rarer than diamond بایگانی‌شده  در ۱۲ دسامبر ۲۰۱۵ توسط Wayback Machine. io9.com

- پرونده‌های رسانه‌ای مربوط به Painite در ویکی‌انبار